# Обамза
Обамза — разъезд в Новомалыклинском районе Ульяновской области. Входит в состав Среднеякушкинского сельского поселения. Основан в XX веке.

## География
Разъезд находится у железнодорожной линии Ульяновск — Бугульма, на расстоянии примерно 10 км (по прямой) к западу от села Новая Малыкла, административного центра района.

## Население
| 2010 |
| ---- |
| 0    |

### Национальный состав
Согласно результатам переписи 2002 года, в национальной структуре населения чуваши составляли 55 % из 11 чел., русские — 36 %.